# Tang Frères

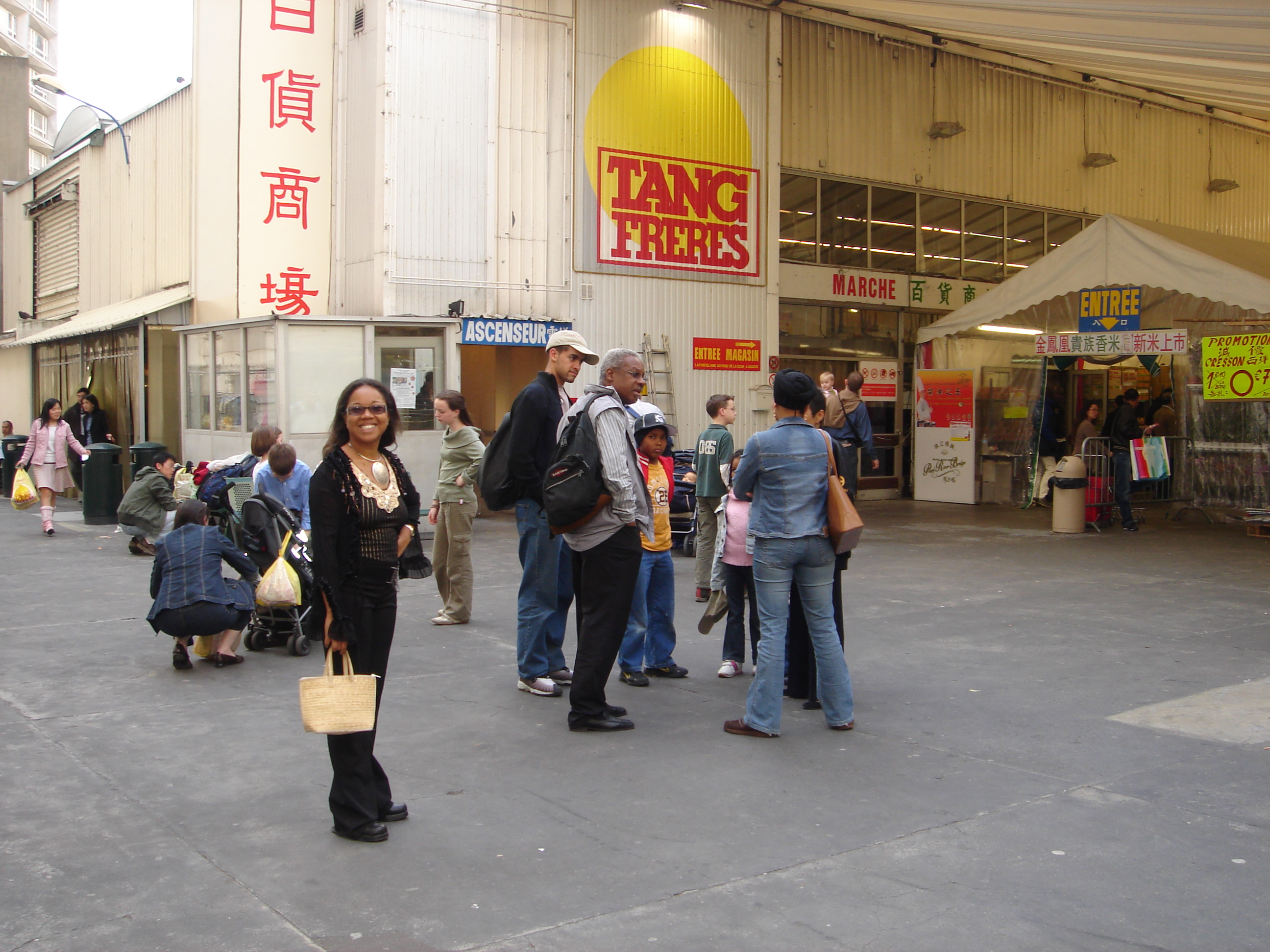
Siêu thị Tang Frères ở Quận 13, Paris

Tang Frères (Hoa phồn thể: 陳氏兄弟集團, Hoa giản thể: 陈氏兄弟集团, bính âm: Chénshì Xiōngdì Jítuán, Hán Việt: Trần thị huynh đệ tập đoàn; nghĩa là "tập đoàn anh em họ Trần") là một hệ thống siêu thị châu Á tại vùng Île-de-France do hai anh em Hoa kiều Bou Rattanavan và Bounmy Rattanavan sở hữu. Cửa hàng chính của hệ thống này nằm ở đại lộ Ivry, Quận 13 Paris, và ngay gần đó, đại lộ Choisy cũng có một cửa hàng nhỏ khác. Không chỉ kinh doanh về thực phẩm châu Á, công ty Tang Frères đã mở rộng hoạt động sang nhiều lĩnh vực.

## Lịch sử
Gia đình Rattanavan có gốc tại Phổ Ninh, Quảng Đông, Trung Quốc. Sau nhiều năm sống tại Thái Lan và Lào, do những bất ổn tại Đông Dương, họ quyết định tới Paris vào thập niên 1970. Năm 1976, Bou Rattanavan (陳克威 - Trần Khắc Uy) cùng một trong những người em là Bounmy Rattanavan (陳克光 - Trần Khắc Quang) thành lập công ty Tang Frères chuyên kinh doanh nông sản nguồn gốc từ châu Á. Tang Frères có nghĩa Anh em họ Trần. Tang là phiên âm tiếng Pháp của họ Trần 陳 đọc theo giọng Triều Châu.
Năm 1981, Tang Frères có bước tiến quan trọng, mở siêu thị châu Á hiện đại đầu tiên tại Paris. Bảy năm sau, doanh số của họ đã đạt tới con số 270 triệu franc, bước vào hàng ngũ các công ty lớn của Pháp. Cũng từ khoảng thời gian này, Tang Frères duy trì được mức tăng trưởng ấn tượng: khoảng 30% một năm. Tới 1990, gia đình Rattanavan sở hữu 6 siêu thị, doanh số lên tới 600 triệu franc, trở thành một trong những công ty hàng đầu châu Âu trong lĩnh vực kinh doanh nông sản từ châu Á.
Năm 2000, Tang Frères vượt qua con doanh số 1 tỷ franc, trở thành một trong những công ty lớn nhất của Hoa kiều. Lĩnh vực kinh doanh của Tang Frères không còn giới hạn về thực phẩm châu Á. Bắt đầu từ 2001, gia đình Rattanavan quyết định đầu tư vào lĩnh vực truyền thông, tung ra TANG Media. Tiếp đó, năm 2002, Tang Frères mở rộng sang cả sản xuất bia. Năm 2008, trụ sở mới Tang Frères rộng 30 ngàn m² dành cho nhiều chức năng, văn phòng, siêu thị, nhà hàng, nhà kho.

## Lĩnh vực kinh doanh
Lĩnh vực truyền thông, TANG Media của gia đình Rattanavan phát một kênh truyền hình tiếng Trung Quốc cho cộng đồng Hoa kiều ở Pháp gồm phim truyện, phim tài liệu, hoạt hình, thể thao... Công ty này cũng tham gia vào việc xuất nhập khẩu các DVD. Trụ sở chính của TANG Media được đặt tại Bắc Kinh, Trung Quốc.
Từ năm 2002, Tang freres I&M Consulting được thành lập và đầu tư vào một số dự án quốc tế. Kết hợp với tập đoàn Danone của Pháp, Tang Frères xây dựng một nhà máy tại Đường Sơn, rộng 170 ngàn m², sản xuất 300 ngàn tấn bia một năm. Tập đoàn còn đầu tư vào một cảng công nghiệp ở Bắc Hải, Quảng Tây và tham gia cả lĩnh vực dược phẩm.
Tại Paris, ngoài các siêu thị Tang Frères đã nổi tiếng trong cộng đồng Á châu, tập đoàn cũng bắt đầu xây dựng Tang Gourmet, tiệm ăn nhanh thức ăn châu Á. Năm 2007, tài sản của gia đình Rattanavan đạt tới con số 120 triệu €, tăng 20 triệu so với 2006, đứng thứ 277 tại Pháp.